# Erdenebátaryn Úganbajar
Erdenebátaryn Úganbajar nebo Úganbajar Erdenebátar (* 24. ledna 1974) je bývalý mongolský zápasník – judista, sambista.

## Sportovní kariéra
V mongolské judistické a sambistické reprezentaci se pohyboval od poloviny devadesátých let dvacátého století v pololehké váze do 65 (66) kg. V roce 1996 a 2000 prohrál nominaci na olympijské hry s krajanem Ňamlchagvou. Sportovní kariéru ukončil v roce 2004. Věnuje se trenérské práci. Pravidelně se účastní veteránských turnajů.

## Výsledky
| Turnaj            | 1996           | 1997           | 1998           | 1999           | 2000           | 2001           |
| Turnaj            | 22             | 23             | 24             | 25             | 26             | 27             |
| Turnaj            | pololehká váha | pololehká váha | pololehká váha | pololehká váha | pololehká váha | pololehká váha |
| ----------------- | -------------- | -------------- | -------------- | -------------- | -------------- | -------------- |
| Olympijské hry    | —              |                |                |                | —              |                |
| Mistrovství světa |                | —              |                | —              |                | úč.            |
| Asijské hry       |                |                | 3.             |                |                |                |
| Mistrovství Asie  | 3.             | ?              |                | ?              | —              | 7.             |